# Manic (álbum)
Manic es el tercer álbum de estudio de la cantante estadounidense Halsey. Fue lanzado el 17 de enero de 2020, a través de Capitol Records. Presenta colaboraciones especiales de Dominic Fike, Alanis Morissette y Suga de BTS, además de la aparición Kate Winslet, John Mayer, Amanda Seyfried y Megan Fox.
Musicalmente, es un disco de electropop, hip hop y rock alternativo con influencias de varios otros géneros, como country, K-pop, pop, R&B, entre otros. La producción fue manejada por la propia Halsey, siendo su primer álbum en hacerlo, junto con sus frecuentes colaboradores, como Benny Blanco, Cashmere Cat, Lido y Greg Kurstin, así como nuevos productores como Jon Bellion, FINNEAS, Louis Bell y The Monsters and the Strangerz, entre otros.
El álbum fue promocionado por el lanzamiento de tres sencillos: «Without Me», «Graveyard» y «You Should Be Sad» y tres sencillos promocionales: «Clementine», «Finally // Beautiful Stranger» y «Suga's Interlude».

## Antecedentes y desarrollo
En marzo de 2019, la cantante anunció que su próximo tercer álbum de estudio se lanzaría en 2019, comentando que quiere que sea perfecto. En una entrevista para Rolling Stone en junio de 2019, la cantante comentó que el álbum fue compuesto durante un episodio de trastorno bipolar. "Tiene sonidos hip-hop, rock, country, es muy maníaco", declaró para la misma revista. Por otra parte, en una entrevista para el medio brasileño G1, describió que el álbum tiene sonidos punk-rock, influenciado por The Beatles y Oasis. «Este álbum se remonta a los tiempos en que comencé ... Aquellas veces que solía escuchar rock con amigos en clubes de Nueva York.»
En mayo de 2019, Halsey publicó un enlace en sus redes sociales, dirigiendo a los usuarios al sitio web «nightma.re» para que se suscribieran y recibir alertas por correo electrónico, así como también les pedía que compartieran cuál es su peor pesadilla. Finalmente estrenó «Nightmare» el 17 de mayo, acompañada por un video musical, el cual mostró a Halsey sosteniendo un periódico mientras leía la palabra «MANIC».  Durante una sesión de preguntas y respuestas el 7 de agosto de 2019 en el Congreso anual del Capitolio, la intérprete declaró que el álbum es «un mundo de fantasía menos distópico» y que refleja su visión actual.
El 13 de septiembre de 2019, la intérprete reveló el título del álbum en sus redes sociales, junto con un enlace oficial a un sitio web con el título del álbum. Dicho sitio web, contiene una transmisión en vivo de Halsey pintando un enorme retrato, el título contiene la frase "Graveyard Out 9/13" la fecha de lanzamiento de su sencillo «Graveyard». Ese mismo día, se anunció que el álbum se espera que se lanzado el 17 de enero de 2020, además de revelar las dos primeras canciones «Without Me» y «Graveyard».

## Promoción

### Sencillos
Durante una presentación en Londres el 23 de septiembre de 2018, Halsey estrenó una visual de «Without Me», después anunció que sería lanzada el 4 de octubre del mismo año. El video musical de la canción fue dirigido por Colin Tilley y fue lanzado el 29 de octubre de 2018.
El 3 de septiembre de 2019, Halsey reveló la portada y la fecha de lanzamiento de «Graveyard» en sus redes sociales. La portada del sencillo muestra a la cantante con un filtro superpuesto rosa y naranja, con la palabras sígueme escritas sobre su cabeza. El anuncio se hizo un día después de que sus fanáticos la interrogaran sobre sus próximos trabajos. La canción se puso previamente a disposición antes de su lanzamiento, para ser reservada en las plataformas de Apple y Spotify. El 11 de septiembre publicó un adelanto en sus redes sociales que contenía una secuencia del video musical, así como una parte de la letra de la canción.
El 29 de septiembre de 2019 el día de su cumpleaños número veinticinco, Halsey estrenó «Clementine» el tercer sencillo del álbum. El video musical se lanzó junto a la canción y fue dirigido por Dani Vitale.
El 3 de diciembre de 2019, «Finally // Beautiful Stranger» fue anunciada a través de las redes sociales. El mismo día, mediante una transmisión en vivo en Instagram, Halsey anunció que lanzaría 2 canciones nuevas y un video musical el 6 de diciembre de 2019. El 5 de diciembre, ella reveló que esas dos canciones serían «Finally // Beautiful Stranger» y «Suga's Interlude», esta última siendo una colaboración con el rapero Suga, integrante de BTS. El video musical de «Finally // Beautiful Stranger» fue dirigido por Patrick Tracy.
El 10 de enero de 2020, «You Should Be Sad», fue liberado el sexto sencillo del álbum, tanto la canción como el video musical, este último siendo dirigido por Colin Tilley.
Para la promoción del álbum, Halsey anunció su tercera gira de conciertos Manic World Tour (2020). Las fechas se dieron a conocer en sus redes sociales el 23 de septiembre de 2019.

## Lista de canciones
- Lista de canciones adaptada para Apple Music.[1]

| N.º | Título                                      | Escritor(es)                                                                                        | Productor(es)                                                | Duración |  |
| 1.  | «Ashley»                                    | Ashley Frangipane y Alexander Young                                                                 | Alex Young                                                   | 3:06     |  |
| 2.  | «Clementine»                                | Frangipane y John Cunningham                                                                        | Cunningham                                                   | 3:54     |  |
| 3.  | «Graveyard»                                 | Frangipane, Amy Allen, Louis Bell, Jonathan Bellion, Mark Williams, Stefan Johnson y Jordan Johnson | Jon Bellion, Ojivolta, Louis Bell y The Monsters & Strangerz | 3:01     |  |
| 4.  | «You Should Be Sad»                         | Frangipane y Greg Kurstin                                                                           | Kurstin                                                      | 3:25     |  |
| 5.  | «Forever... (Is a Long Time)»               | Frangipane y Peter Losnegård                                                                        | Lido                                                         | 2:47     |  |
| 6.  | «Dominic's Interlude» (con Dominic Fike)    | Frangipane y Losnegård                                                                              | Lido                                                         | 1:16     |  |
| 7.  | «I Hate Everybody»                          | Frangipane y Losnegard                                                                              | Lido                                                         | 2:51     |  |
| 8.  | «3 AM»                                      | Frangipane y Kurstin                                                                                | Kurstin                                                      | 3:54     |  |
| 9.  | «Without Me»                                | Frangipane, Allen, Bell, Brittany Amaradio, Justin Timberlake, Timothy Mosley y Scott Storch        | Bell                                                         | 3:21     |  |
| 10. | «Finally // Beautiful Stranger»             | Frangipane y Kurstin                                                                                | Kurstin                                                      | 3:41     |  |
| 11. | «Alanis' Interlude» (con Alanis Morissette) | Frangipane y Losnegard                                                                              | Lido                                                         | 2:41     |  |
| 12. | «Killing Boys»                              | Frangipane y Cunningham                                                                             | Cunningham                                                   | 2:23     |  |
| 13. | «Suga's Interlude» (con Suga)               | Frangipane, Suga y Losnegård                                                                        | Lido, Pdogg y Suga                                           | 2:18     |  |
| 14. | «More»                                      | Frangipane y Losnegard                                                                              | Lido                                                         | 2:33     |  |
| 15. | «Still Learning»                            | Frangipane y Bell                                                                                   | Bell                                                         | 3:31     |  |
| 16. | «929»                                       | Frangipane                                                                                          | Cunningham                                                   | 2:54     |  |

Notas
- «Clementine y Killing Boys» están estilizadas en minúsculas.[40][41][42]

## Posicionamiento en listas
| Listas (2020)                          | Mejor posición |
| -------------------------------------- | -------------- |
| Alemania (Media Control Charts)        | 13             |
| Australia (ARIA)                       | 2              |
| Austria (Ö3 Austria Top 40)            | 10             |
| Bélgica (Ultratop) Flanders            | 9              |
| Bélgica (Ultratop) Wallonia            | 29             |
| Canadá (Billboard)                     | 2              |
| Dinamarca (Hitlisten)                  | 23             |
| Escocia (Official Charts Company)      | 5              |
| España (PROMUSICAE)                    | 6              |
| Estados Unidos (Billboard 200)         | 2              |
| Estados Unidos (Top Tastemaker Albums) | 1              |
| Estados Unidos (Rolling Stone Top 200) | 2              |
| Estonia (Eesti Ekspress)               | 4              |
| Francia (SNEP)                         | 34             |
| Finlandia (Suomen virallinen lista)    | 6              |
| Irlanda (IRMA)                         | 8              |
| Italia (FIMI)                          | 12             |
| Japón (Billboard Japón)                | 57             |
| México (AMPROFON)                      | 6              |
| Noruega (VG-lista)                     | 4              |
| Nueva Zelanda (RMNZ)                   | 12             |
| Países Bajos (Dutch Top 40)            | 11             |
| Polonia (ZPAV)                         | 15             |
| Portugal (AFP)                         | 22             |
| Reino Unido (OCC)                      | 6              |
| República Checa (ČNS IFPI)             | 6              |
| Suecia (Sverigetopplistan)             | 27             |
| Suiza (Schweizer Hitparade)            | 10             |

## Certificaciones
| País (organismo certificador) | Certificación | Unidades certificadas |
| ----------------------------- | ------------- | --------------------- |
| Argentina (CAPIF)             | 5x Platino    | 100 000               |
| Australia (ARIA)              | Oro           | 35 000                |
| Canadá (Music Canada)         | Platino       | 160 000               |
| Estados Unidos (RIAA)         | Platino       | 1 000 000             |
| México (AMPROFON)             | Platino       | 120 000               |
| Noruega (IFPI)                | Platino       | 20 000                |
| Países Bajos (NVPI)           | Oro           | 20 000                |
| Reino Unido (BPI)             | Plata         | 60 000                |

## Historial de lanzamiento
| País   | Fecha                 | Formato                         | Versión  | Discográfica | Ref    |
| ------ | --------------------- | ------------------------------- | -------- | ------------ | ------ |
| Varios | 17 de enero de 2020   | CD, Descarga digital, Streaming | Deluxe   | Capitol      | [ 79 ] |
| Varios | 17 de enero de 2020   | LP                              | Estándar | Capitol      | [ 80 ] |
| Varios | 14 de febrero de 2020 | Casete                          | Deluxe   | Capitol      | [ 81 ] |
| Varios | 20 de marzo de 2020   | LP                              | Deluxe   | Capitol      | [ 82 ] |